# Jan van Rosendael
Jan Jacobsz. van Rosendael (circa 1522 - Gouda, begraven 3 juli 1583) was een burgemeester van de Nederlandse stad Gouda.

## Biografie
Mr. van Rosendael was een zoon van Jacob van Rosendael en Catharina Jansdr. Zijn grootvader van moederskant, Jan Jansz. van Crimpen, was burgemeester van Gouda en rentmeester van achtereenvolgens keizer Maximiliaan I, koning Filips de Schone en keizer Karel V. Hij trouwde omstreeks 1553 met Lydia Amelisdr van Rijswijk. Hun beider portretten werden waarschijnlijk geschilderd door Cornelis van der Goude. De portretten werden in 1985 door de toenmalige directeur van het MuseumgoudA, Josine de Bruyn Kops, aangekocht en bevinden zich in de collectie van het museum. Uit hun huwelijk werden de zonen Amelis  en Jacob geboren, die naam zouden maken als rechtsgeleerden.
Van Rosendael was in de periode 1550 tot en met 1581 meerdere malen schepen en burgemeester van Gouda. Hij koos als katholiek Gouds regent de kant van Willem van Oranje en had een belangrijk aandeel in de overgang van Gouda in 1572 naar het prinsgezinde kamp. Nadat hij een brief van Willem van Oranje had ontvangen vanuit Dillenburg zocht hij medestanders binnen de Goudse schutterij en wist de stad in handen te spelen van de leider van het verzet, Adriaen van Swieten. Van Rosendael vertegenwoordigde Gouda in de eerste vrije Statenvergadering van 1572. Hij onderbrak zijn werkzaamheden als burgemeester van Gouda, aldus Walvis, "vermits hy Raet by sine Excellentie is. In 1581 trad hij op als vertegenwoordiger van Gouda bij de ondertekening van de Acte van Verlatinghe, waarbij Filips II werd afgezet als heerser over de Republiek der Zeven Verenigde Nederlanden.

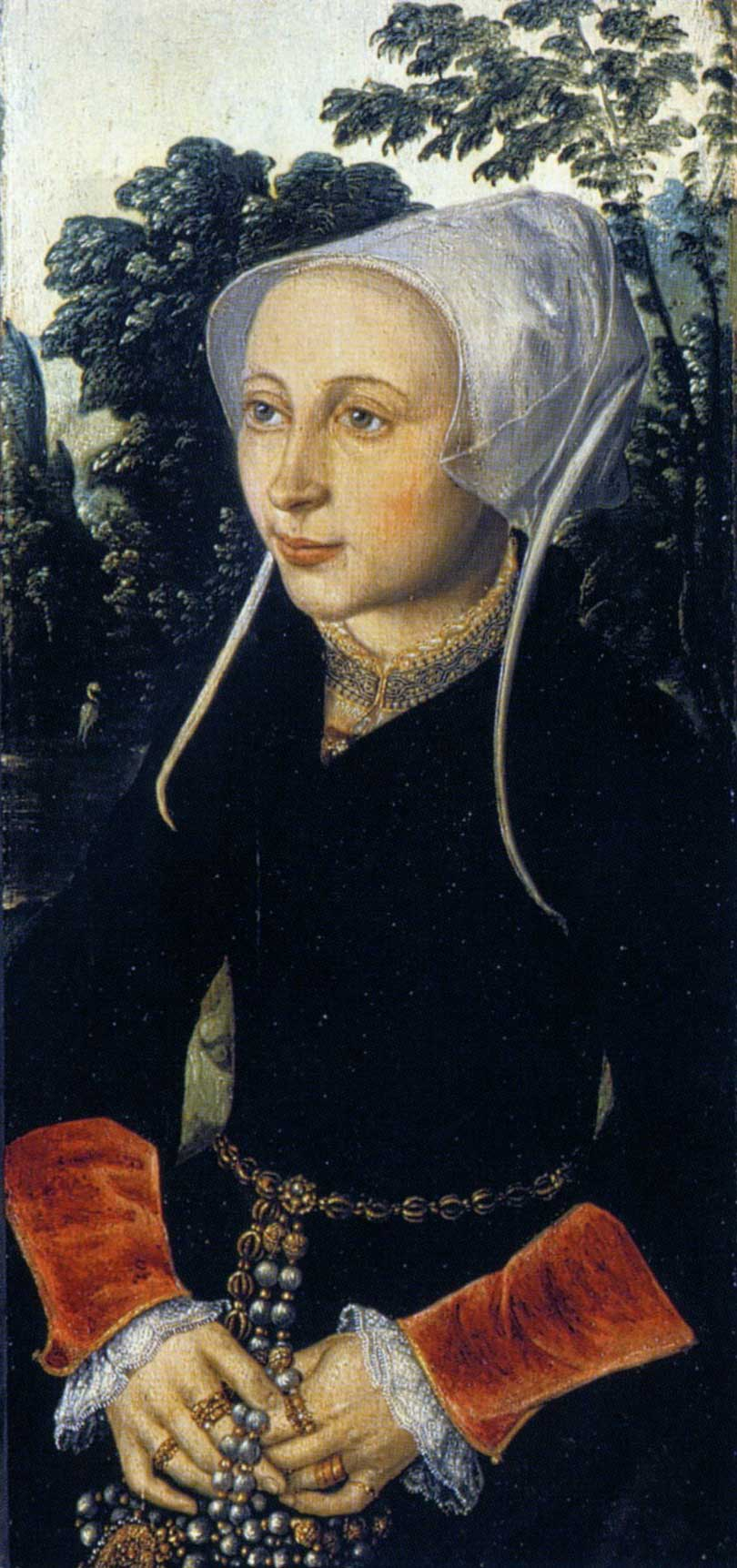
Portret van Lydia Amelsdochter, gehuwd met de Goudse schepen en burgemeester Jan Jacobsz van Rosendael